# هفتادمین مراسم گلدن گلوب

هفتادمین مراسم گلدن گلوب برای پاسداشت برترین فیلم‌های سینمایی و تلویزیونی در سال ۲۰۱۲، از هتل بورلی هیلتون در بورلی هیلز کالیفرنیا به صورت زنده در تاریخ ۱۳ ژانویه ۲۰۱۳  اجرا و از شبکه ان‌بی‌سی پخش شد. تینا فی و امی پولر به صورت مشترک میزبان برنامه بودند. نامزدهای مراسم در ۱۳ دسامبر ۲۰۱۲  معرفی شدند  و جایزه سسیل بی دمیل را به افتخار سال‌ها هنرمندی و دستاوردهای هنری به جودی فاستر تقدیم کردند. مراسم توسط تولیدات دیک کلارک با همکاریِ انجمن خارجی هالیوود تولید می‌گردد.

## زمان‌بندی
| تاریخ                        | مهلت                                                                                        |
| ---------------------------- | ------------------------------------------------------------------------------------------- |
| ۲۶ اکتبر ۲۰۱۲ (۴ آبان ۱۳۹۱)  | تاریخ پایانی برای مدخل برنامه‌های تلویزیونی                                                  |
| ۱ نوامبر ۲۰۱۲ (۱۰ آبان ۱۳۹۱) | اعلام برنده جایزه سسیل بی دمیل                                                              |
| ۲ نوامبر ۲۰۱۲ (۱۱ آبان ۱۳۹۱) | مهلت پایانی برای ثبت مدخل در جوایز گلدن گلاب                                                |
| ۲۹ نوامبر ۲۰۱۲ (۸ آذر ۱۳۹۱)  | مهلت پایانی برای ارسال نامه الکترونیکی شامل تمام نامزدها به اعضای انجمن از سوی ارنست و یانگ |
| ۵ دسامبر ۲۰۱۲ (۱۴ آذر ۱۳۹۱)  | آخرین زمان نمایش برای فیلم‌ها                                                                |
| ۶ دسامبر ۲۰۱۲ (۱۵ آذر ۱۳۹۱)  | تاریخ نهایی برای برگزاری کنفرانس خبری فیلم‌ها                                                |
| ۱۰ دسامبر ۲۰۱۲ (۱۹ آذر ۱۳۹۱) | تاریخ پایانی برای دریافت رسید نامزدی توسط ارنست و یانگ                                      |
| ۱۳ دسامبر ۲۰۱۲ (۲۲ آذر ۱۳۹۱) | اعلام زنده اسامی نامزدها در ساعت ۸ صبح به وقت شرقی/۵ صبح به وقت غربی                        |
| ۲۴ دسامبر ۲۰۱۲ (۳ دی ۱۳۹۱)   | آرا نهایی به تمام اعضای انجمن ارسال می‌شود                                                   |
| ۹ ژانویه ۲۰۱۳ (۲۰ دی ۱۳۹۱)   | مهلت نهایی برای دریافت رسید آرا به ارنست و یانگ                                             |
| ۱۳ ژانویه ۲۰۱۳ (۲۴ دی ۱۳۹۱)  | پخش زنده مراسم توسط شبکه ان‌بی‌سی در ساعت ۸ عصر پخش شد.                                       |

منبع:

## نامزدها
اینها نامزدها و برندگان هفتادمین مراسم جایزه گلدن گلوب می‌باشند.

## برندگان و نامزدها
| بهترین فیلم | بهترین فیلم |
| درام | موزیکال یا کمدی |
| --- | --- |
| - آرگو - جنگوی زنجیرگسسته - زندگی پی - لینکلن - سی دقیقه پس از نیمه‌شب | - بی‌نوایان - بهترین هتل عجیب مریگولد - قلمرو طلوع ماه - صید ماهی آزاد در یمن - دفترچه امیدبخش |
| بهترین اجرای فیلم - درام | |
| بهترین بازیگر مرد | بهترین بازیگر زن |
| - دانیل دی-لوئیس – لینکلن در نقش آبراهام لینکلن - ریچارد گی‌یر – آربیتراژ در نقش رابرت میلر - جان هاکس – جلسه‌ها در نقش مارک اوبراین - خواکین فینیکس – استاد در نقش فردی کوئل - دنزل واشنگتن – پرواز در نقش ویلیام "ویپ" ویتاکر                          | - جسیکا چاستین – سی دقیقه پس از نیمه‌شب در نقش مایا - ماریون کوتیار – زنگار و استخوان در نقش استفانی - هلن میرن – هیچکاک در نفش آلما رویل - نائومی واتس – غیرممکن در نقش ماریا - ریچل وایس – دریای آبی عمیق در نقش هستر کولر                                   |
| بهترین اجرای فیلم - موزیکال یا کمدی | |
| بهترین بازیگر مرد | بهترین بازیگر زن |
| - هیو جکمن – بی‌نوایان در نقش ژان وال‌ژان - جک بلک – برنی در نقش برنی تید - بردلی کوپر – دفترچه امیدبخش در نقش پات سولیتانو - ایوان مک‌گرگور – صید ماهی آزاد در یمن در نقش آلفرد "فرد" جونز - بیل ماری – هاید پارک در هادسون در نقش فرانکلین دلانو روزولت | - جنیفر لارنس – دفترچه امیدبخش در نقش تیفنی مکسول - امیلی بلانت – صید ماهی آزاد در یمن در نقش هریب چتوود-تالبوت - جودی دنچ – بهترین هتل عجیب مریگولد در نقش اولین گرینزلید - مگی اسمیت – کوارتت در نقش جین هورتون - مریل استریپ – امید می‌روید در نقش کی سوامز |
| بهترین اجرای برای نقش مکمل در فیلم- درام، موزیکال یا کمدی | |
| بهترین بازیگر نقش مکمل مرد | بهترین بازیگر نقش مکمل زن |
| - کریستوف والتس – جنگوی زنجیرگسسته در نقش دکتر کینگ شالتز - آلن آرکین – آرگو در نقش لیستر سیگل - لئوناردو دی‌کاپریو – جانگو آزاد شده در نقش کالوین جی. کندی - فیلیپ سیمور هافمن – استاد در نقش لنکستر دود - تامی لی جونز – لینکلن در نقش تادئوس استیونز | - آن هاتاوی – بی‌نوایان در نقش فانتین - امی آدامز – استاد در نقش پگی دود - سالی فیلد – لینکلن در نقش مری تاد لینکلن - هلن هانت – جلسه‌ها در نقش چریل کوهن گرین - نیکول کیدمن – پسر روزنامه فروش در نقش شارلوت بلیز                                              |
| بهترین کارگردانی | بهترین فیلمنامه |
| - بن افلک – آرگو - کاترین بیگلو – سی دقیقه پس از نیمه‌شب - انگ لی – زندگی پی - استیون اسپیلبرگ – لینکلن - کوئنتین تارانتینو – جنگوی زنجیرگسسته | - کوئنتین تارانتینو – جنگوی زنجیرگسسته - کریس تریو – آرگو - تونی کوشنر – لینکلن - دیوید او. راسل – دفترچه امیدبخش - مارک بول – سی دقیقه پس از نیمه‌شب |
| بهترین موسیقی متن | بهترین ترانه اورجینال |
| - مایکل دانا – زندگی پی - داریو ماریانلی – آنا کارنینا - الکساندر دسپلا – آرگو - جان ویلیامز – لینکلن - تام تیکور, جانی کیلمک و رینهولد هیل – اطلس ابر                                                                                                 | - "اسکای‌فال" (ادل) – اسکای‌فال - "برای تو" (موسیقی و شعر توسط کیث اربن و مایکل مکدویت) – قانون شجاعت - "خبری از فرار نیست" (جان بون جووی) – بچه‌ها برخیزید - "صحیح و سالم" (تیلور سوئیفت و د سیویل وارز) – عطش مبارزه - "ناگهان" – بی‌نوایان                     |
| بهترین فیلم انیمیشن | بهترین فیلم غیر انگلیسی‌زبان |
| - دلیر - فرنکن‌وینی - هتل ترانسیلوانیا - ظهور نگهبانان - رالف خرابکار | - عشق - یک رابطه سلطنتی - دست‌نیافتنی‌ها - زنگار و استخوان - کون-تیکی |

### تلویزیون
| بهترین مجموعه تلویزیونی | بهترین مجموعه تلویزیونی |
| درام | کمدی یا موزیکال |
| --- | --- |
| - میهن - برکینگ بد - امپراتوری بوردواک - دانتون ابی - اتاق خبر | - دخترها - تئوری بیگ بنگ - اپیزود - خانواده امروزی - اسمش |
| بهترین اجرای مجموعه تلویزیونی – درام | |
| بهترین بازیگر مرد | بهترین بازیگر زن |
| - دیمین لوئیس – میهن در نقش نیکلاس برودی - استیو بوشمی – امپراتوری بوردواک در نقش ناکی تامپسون - برایان کرانستون – برکینگ بد در نقش والتر وایت - جف دانیلز – اتاق خبر در نقش ویل مکِ ووی - جان هام – مد من در نقش دان دریپر                             | - کلیر دانس – میهن در نقش کری متیسون - کانی بریتون – نشویل در نقش راینا جیمز - گلن کلوز – درو داغان‌ها در نقش پتی هیوز - میشل داکری – دانتون ابی در نقش بانو ماری جوسفین کراولی - جولیانا مارگولیس – همسر خوب در نقش آلیشا فلوریک                            |
| بهترین اجرای مجموعه تلویزیونی – موزیکال یا کمدی | |
| بهترین بازیگر مرد | بهترین بازیگر زن |
| - دان چیدل – خانه دروغ‌ها در نقش مارتی کان - الک بالدوین – ۳۰ راک در نقش جک داناگی - لوئیز سی.کی. – لوئی در نقش لوئی - مت له بلانک – اپیزود در نقش مت لبانک - جیمز پارسونز – تئوری بیگ بنگ در نقش شلدون کوپر                                            | - لنا دانهام – دختران در نقش هانا هورواث - زویی دشانل – دختر جدید در نقش جسیکا دی (جسی) - تینا فی – ۳۰ راک در نقش لیز لمون - جولیا لوئیس-دریفوس – معاون رییس جمهور در نقش معاون رئیس‌جمهور، سلینا مایر - امی پولر – پارک‌ها و تفریحات در نقش لزلی نوپ         |
| بهترین اجرای مجموعه تلویزیونی کوتاه یا فیلم تلویزیونی | |
| بهترین بازیگر مرد | بهترین بازیگر زن |
| - کوین کاستنر – خانواده هتفیلد و مک‌کوی در نقش دویل انس هتسفیلد - بندیکت کامبرباچ – شرلوک در نقش شرلوک هلمز - وودی هارلسون – تغییر بازی در نقش استیو اشمیت - توبی جونز – دخترl در نقش آلفرد هیچکاک - کلایو اوون – همینگوی و گلهورن در نقش ارنست همینگوی | - جولیان مور – تغییر بازی در نقش سارا پیلین - نیکول کیدمن – همینگوی و گلهورن در نقش مارتا گلهورن - جسیکا لنگ – داستان ترسناک آمریکایی: پناهگاه در نقش خوهر جود مارتین - سینا میلر – دخترl در نقش تیپی هردن - سیگورنی ویور – حیوانات سیاسی در نقش الینا بَریش |
| بهترین اجرای مکمل مجموعه تلویزیونی یا فیلم تلویزیونی | |
| بهترین بازیگر مکمل مرد | بهترین بازیگر مکمل زن |
| - اد هریس – تغییر بازی در نقش جان مک‌کین - ماکس گرینفیلد – دختر جدید در نقش اشمیت - دنی هوستون – شهر جادویی در نقش بن دیاموند (بوچر) - مندی پتینکین – میهن در نقش سول برانسون - اریک استون استریت – خانواده امروزی در نقش کامرون تاکر                   | - مگی اسمیت – دانتون ابی در نقش ویولت، وارث کونتس از گرانتم - هایدن پانتیر – نشویل در نقش جولیت بارنز - آرچی پنجابی – همسر خوب در نقش کلیندا شارما - سارا پلسون – تغییر بازی در نقش نیکول والاس - سوفیا ورگارا – خانواده امروزی در نقش گلوریا دلگادو پریچت  |
| بهترین مجموعه تلویزیونی کوتاه یا فیلم تلویزیونی | |
| - تغییر بازی - دختر - ساعت - خانواده هتفیلد و مک‌کوی - حیوانات سیاسی | |

## نامزدی چندگانه

### فیلم
- ۷ نامزدی – لینکلن
- ۵ نامزدی – آرگو و جنگوی زنجیرگسسته
- ۴ نامزدی – بی‌نوایان، دفترچه امیدبخش و سی دقیقه پس از نیمه‌شب
- ۳ نامزدی – زندگی پی، صید ماهی آزاد در یمن و استاد
- ۲ نامزدی – زنگار و استخوان، بهترین هتل عجیب مریگولد و جلسه‌ها

### تلویزیون
- ۵ نامزدی – تغییر بازی
- ۴ نامزدی – میهن
- ۳ نامزدی – دانتون ابی، دختر و خانواده امروزی
- ۲ نامزدی – ۳۰ راک، تئوری بیگ بنگ، امپراتوری بوردواک، برکینگ بد، اپیزودها، دخترها، همسر خوب، خانواده هتفیلد و مک‌کوی، همینگوی و گلهورن، نشویل، دختر جدید، اتاق خبر و حیوانات سیاسی

## پیوند
- سایت رسمی